# Herbert Stewart
Herbert Stewart (ur. 30 czerwca 1843 w Sparsholt w Hampshire, zm. 16 lutego 1885 koło Dżakdul w Sudanie) – brytyjski żołnierz, generał-major (promowany w ostatnim miesiącu życia), uczestnik wojny angielsko-zuluskiej (1879), I wojny burskiej (1880–1881) i brytyjskiej ekspedycji w czasie powstania Mahdiego w Sudanie, gdzie zginął w drodze z Chartumu do Korti.